# Gioacchino Muccin
Gioacchino Muccin (ur. 25 listopada 1899 w San Giovanni di Casarsa, zm. 27 sierpnia 1991) – włoski duchowny rzymskokatolicki.